# Мордовский республиканский объединённый краеведческий музей имени И. Д. Воронина
Мордо́вский республика́нский объединённый краеве́дческий музе́й и́мени И. Д. Воро́нина — краеведческий музей в Саранске, одно из старейших учреждений культуры Республики Мордовия.

## История музея
Основан постановлением уездного отдела народного образования 29 ноября 1918 года по инициативе группы городской интеллигенции. Развитию музея активно содействовало «Общество изучения родного края», объединившее около сотни краеведов-любителей под руководством Якова Петровича Наровчатского. Некоторое время потребовалось для сбора музейных фондов, и впервые для посетителей двери музея открылись 15 июня 1919 года. В то время он имел название «Саранский уездный музей родного края».

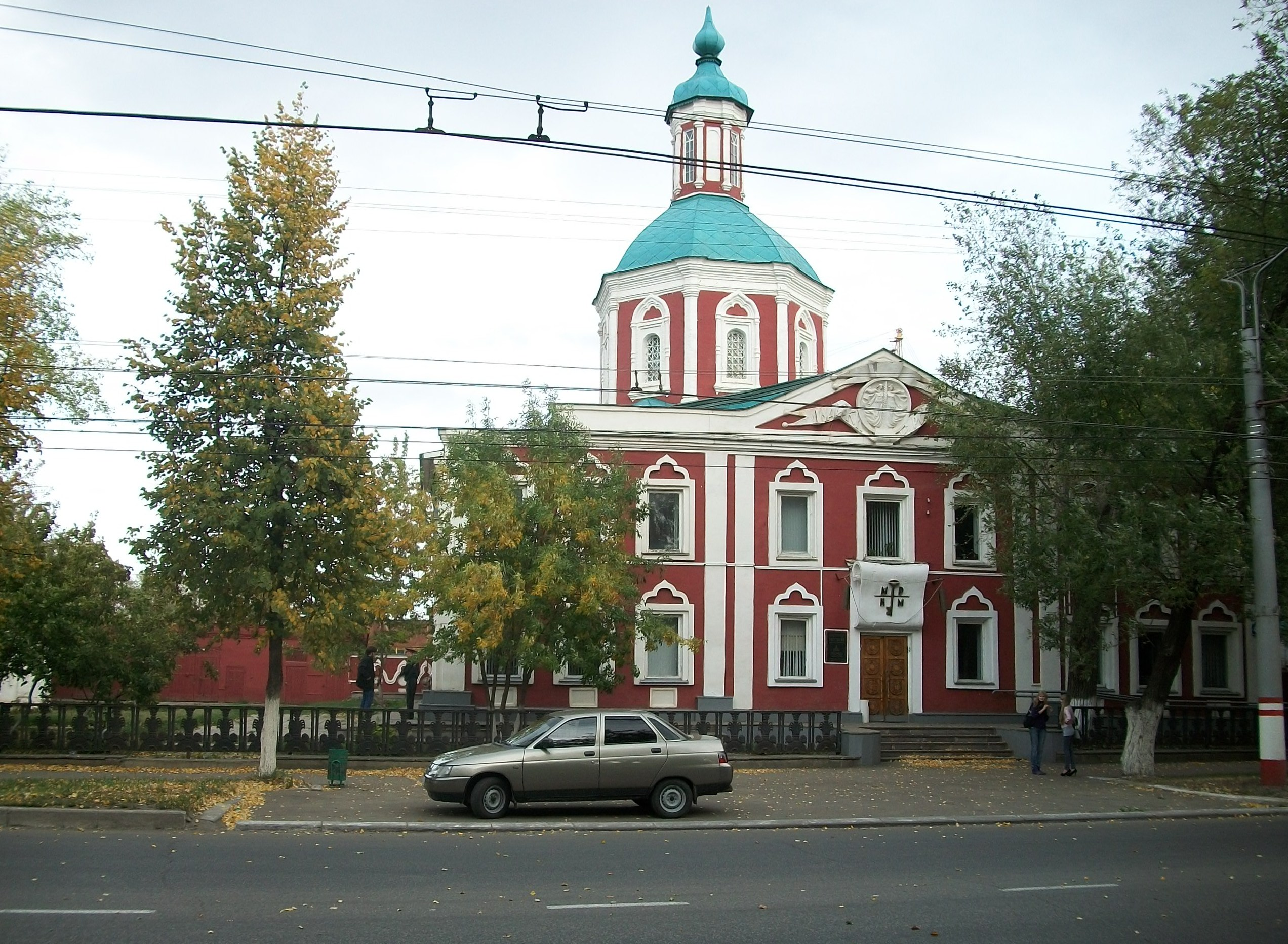
Церковь Трёх Святителей в Саранске

Первоначально музей располагался в национализированном доме мещанина Н. П. Ветчинкина на улице Пензенской (ныне — ул. Рабочая), в 1920 году был переведён в дом бывшего городского головы М. Г. Никитина на улице Ильинской (сейчас — ул. Большевистская), в 1925 году — в бывший дом И. Ф. Тувыкина на улице К. Маркса (сейчас — ул. Л. Толстого), в 1928 году — в здание бывшей Владимирской церкви Петропавловского монастыря.
С 1935 года музей размещался на улице Московская, в здании бывшей Трехсвятительской (Нижнеказанской) церкви (памятник архитектуры XVIII века). В годы Великой Отечественной войны фонды музея располагались в здании Республиканской библиотеки. В1950—1970-е годы к зданию музея были пристроены 2 этажа под кабинеты научных сотрудников и помещения для экспозиций и фондохранилища.
В 2001 году Мордовский республиканский объединённый краеведческий музей был включён в число особо ценных объектов культурного наследия Республики Мордовия.
8 августа 2005 года постановлением Правительства Республики Мордовия музею присвоено имя Ивана Дмитриевича Воронина, внёсшего значительный вклад в исследование истории и культуры мордовского края.
С 2017 года музей занимает центральную часть нового современного Музейно-архивного комплекса, расположенного на набережной Саранки, на пересечении улиц Саранская и Красноармейская.

## Фонды и экспозиция музея
В фондах краеведческого музея насчитывается более 250 тысяч единиц хранения — предметы быта, орудия труда, оружие, национальная одежда, предметы декоративно-прикладного искусства, старинные книги и исторические документы, нумизматическая коллекция, а также палеонтологическая, ботаническая, энтомологическая коллекции, чучела животных и птиц, обитающих на территории Мордовии и др.
Залы постоянной экспозиции музея – этнографии, археологии, истории, современной истории и природы – хранят тысячи артефактов, отражающих политико-экономическое, социокультурное, геологическое прошлое и настоящее Республики Мордовии. Познакомиться с ними посетители могут как самостоятельно, так и в ходе тематической или обзорной экскурсии.
Музей ведёт активную научно-исследовательскую и издательскую деятельность, а также является научно-методическим центром для всех музеев исторического профиля Республики Мордовия.
Сотрудники музея также разрабатывают и проводят мастер-классы, тематические лекции, музейные уроки, интерактивные занятия, фольклорно-этнографические праздники, интеллект-квизы и костюмированные квесты по музею и городу Саранску. Ведется активная патриотическая работа с подрастающим поколением, направленная на воспитание чувства уважения к истории родного края и страны.

## Филиалы музея
- Ардатовский краеведческий музей
- Дубенский краеведческий музей
- Инсарский историко-краеведческий музей
- Ковылкинский краеведческий музей
- Рузаевский краеведческий музей
- Темниковский историко-краеведческий музей им. Ф. Ф. Ушакова.
- Дом-музей Л. И. Воинова в Темникове
- Торбеевский дом-музей М. П. Девятаева
- Чамзинский краеведческий музей.

## Галерея

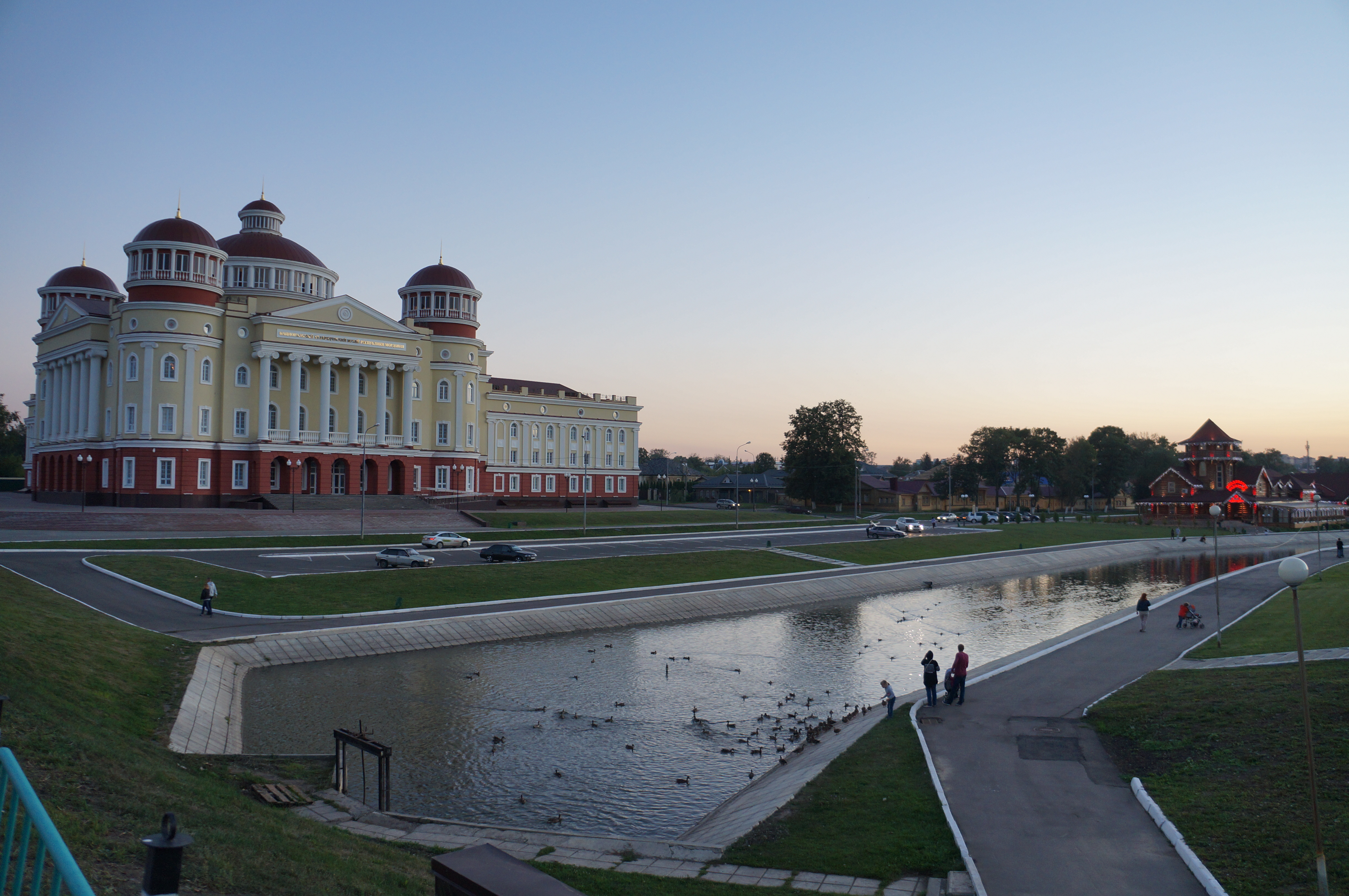
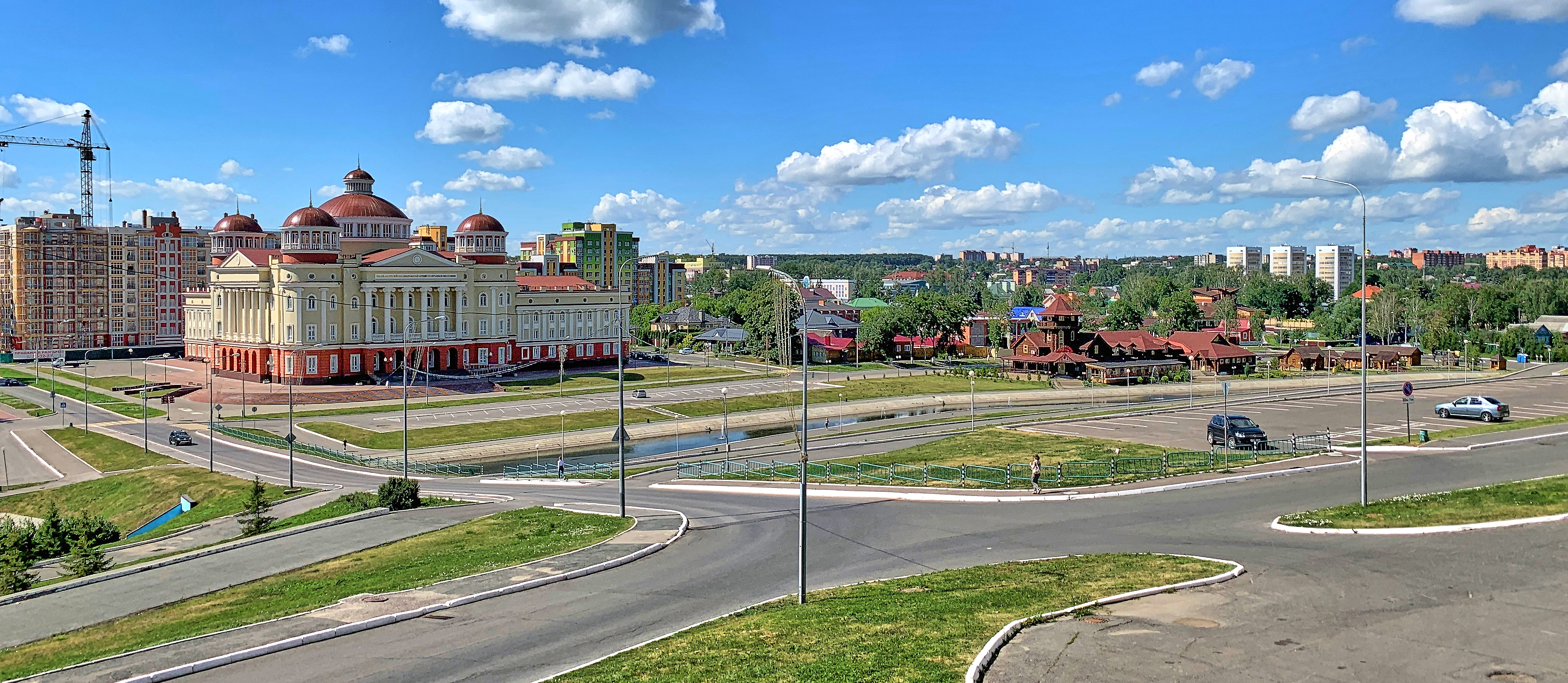
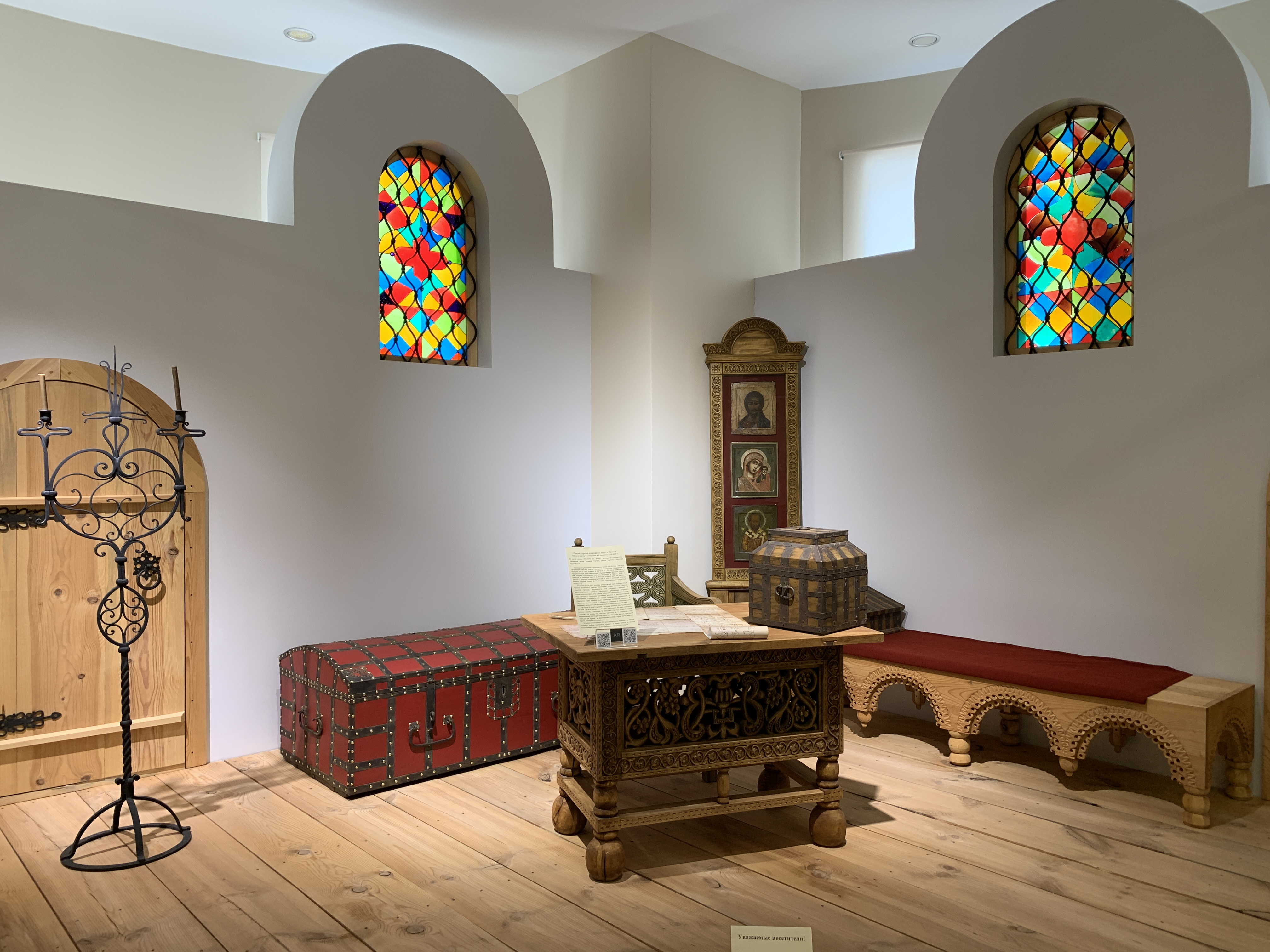
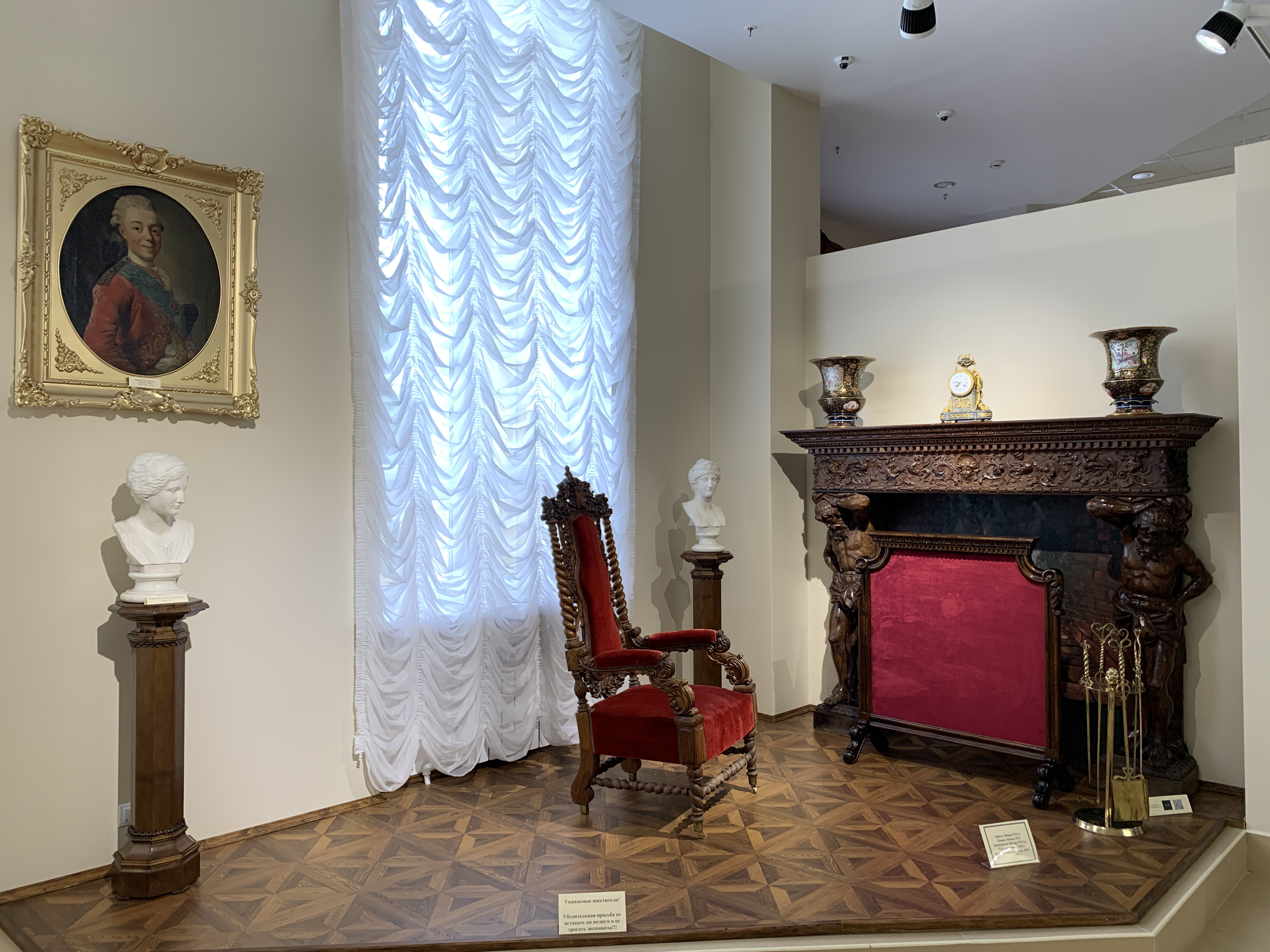
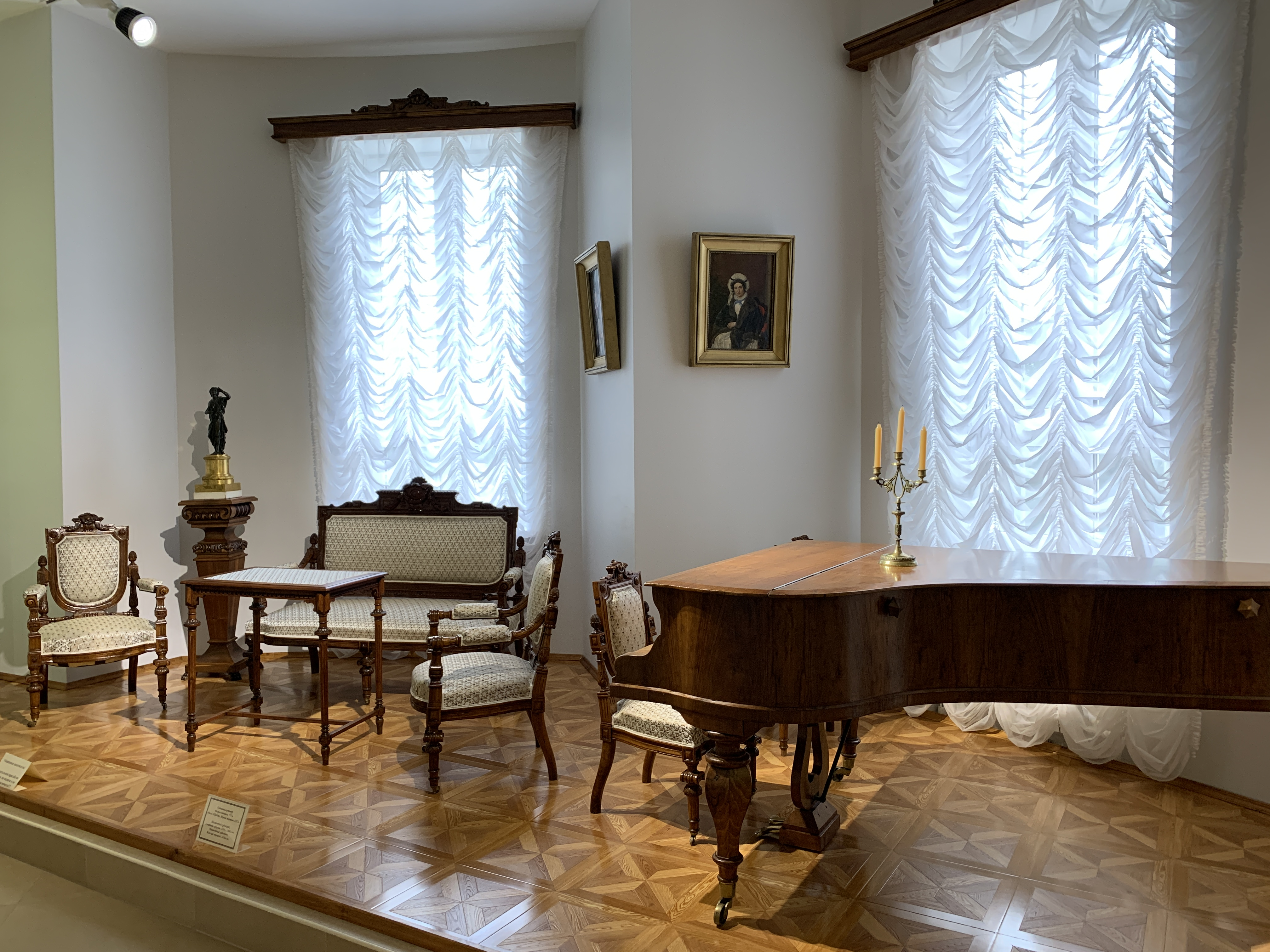
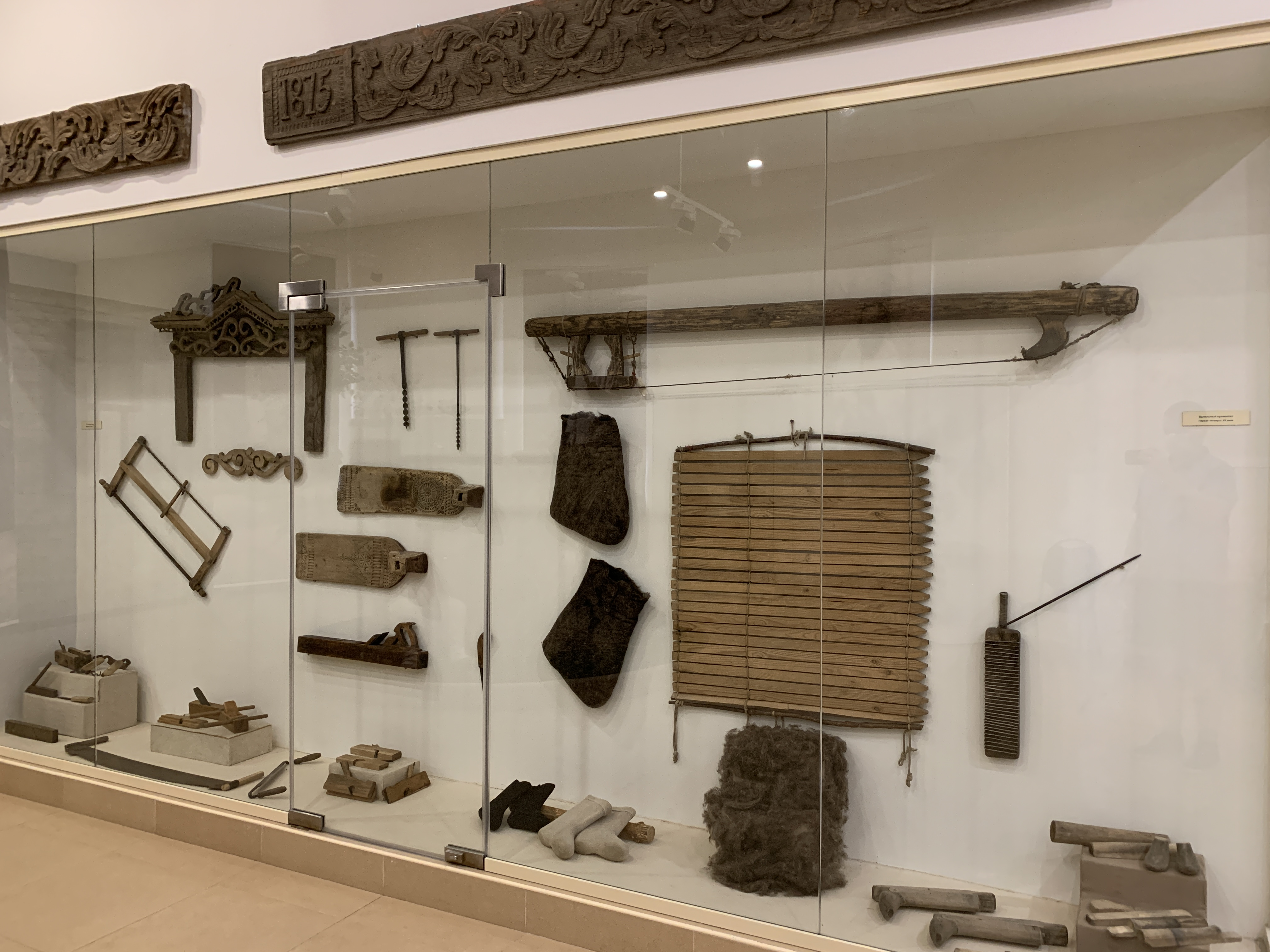
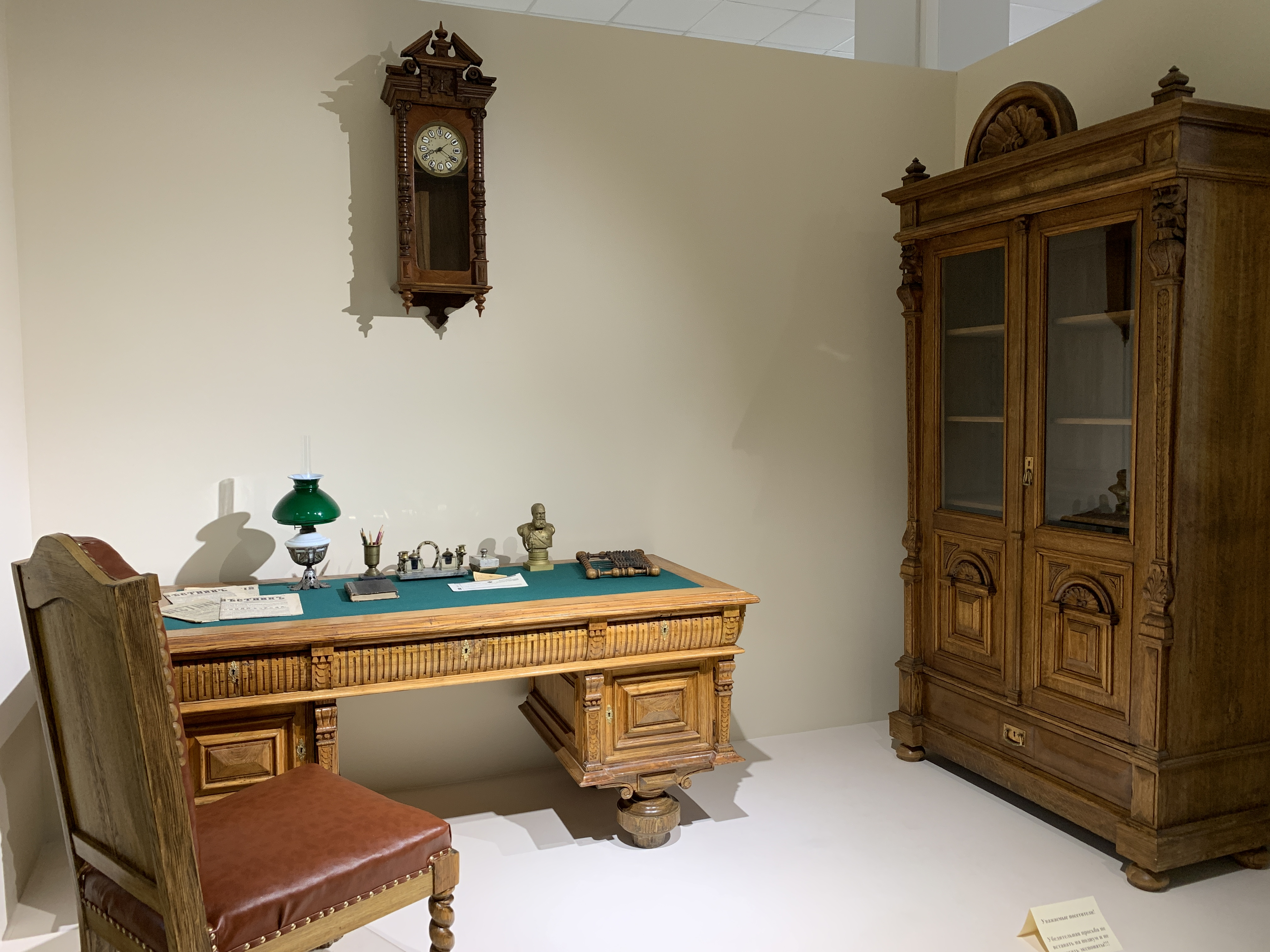
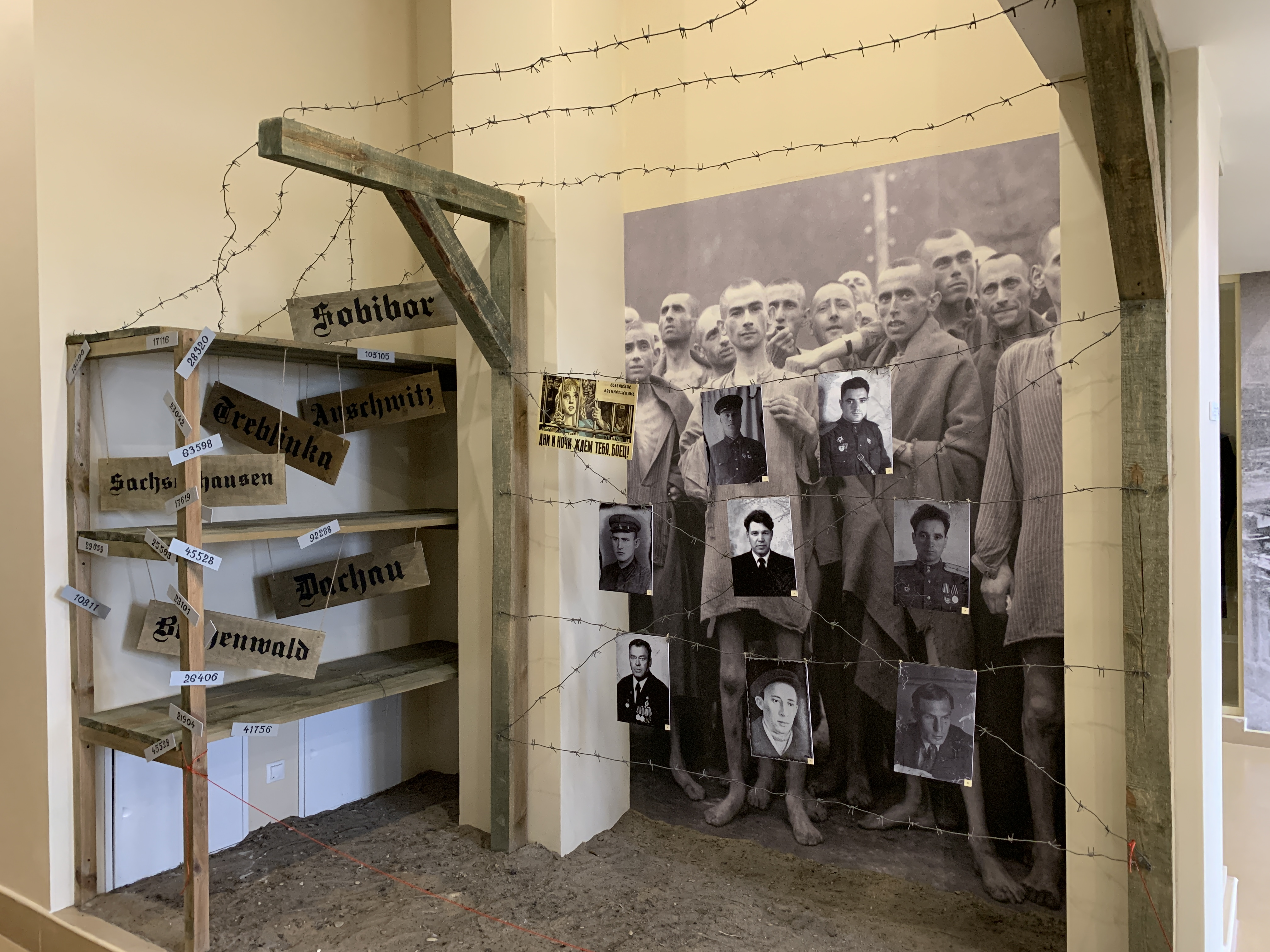
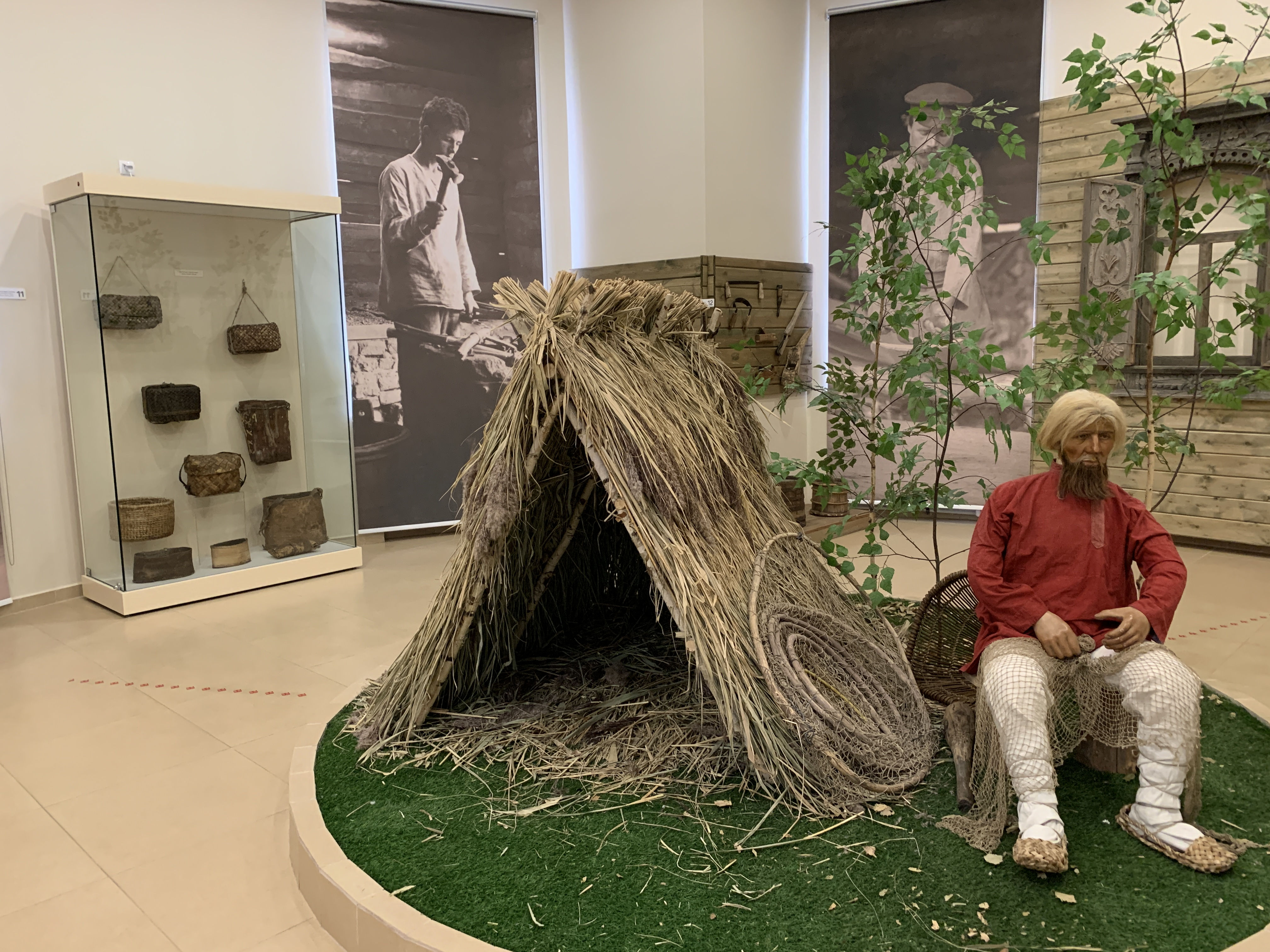
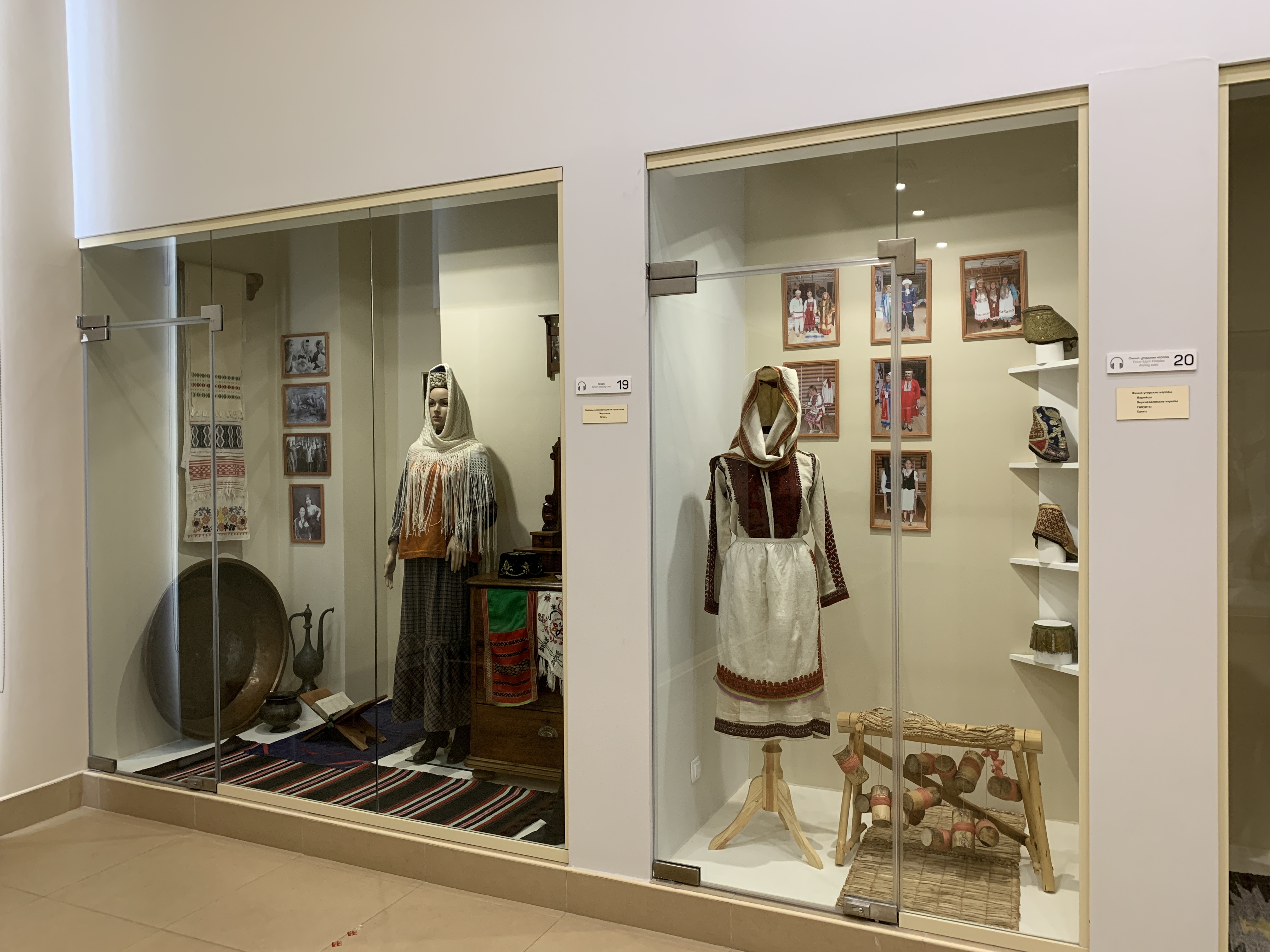